# Ihor Karpenko
Ihor Wasiljowycz Karpenko, ukr. Ігор Васильович Карпенко (ur. 23 lipca 1976 w Kijowie, Ukraińska SRR) – ukraiński hokeista, reprezentant Ukrainy, olimpijczyk. Trener hokejowy.

## Kariera zawodnicza
- Sokił Kijów (1993-1996)
- Port Huron Border Cats (1996-1998)
- Las Vegas Thunder (1996-1997)
- Saint John Flames (1997-1999)
- Johnstown Chiefs (1999)
- Mietałłurg Magnitogorsk (1999-2004)
- HK MWD Bałaszycha (2004-2005)
- Sokił Kijów (2005-2006)
- Dynama Mińsk (2006-2007)
- Sokił Kijów (2007-2011)
- Berkut Kijów (2011-2012)
- Sokił Kijów (2012)
- Biłyj Bars Biała Cerkiew (2013)

Karierę rozwijał w Sokile Kijów. W tym czasie w drafcie NHL z 1995 został wybrany przez Anaheim Ducks. Od 1996 do 1999 przebywał w Ameryce Północnej i grał w ligach CoHL, IHL, UHL, ECHL, AHL, IHL. Po powrocie do Europy występował w Superlidze rosyjskiej, ekstralidze białoruskiej i ponownie w lidze ukraińskiej. Jego ostatnim klubem w karierze zawodniczej był Biłyj Bars Biała Cerkiew od lutego 2013.
Wielokrotny reprezentant kraju w juniorskich kadrach i seniorskiej reprezentacji. W kadrach juniorskich uczestniczył w turniejach mistrzostw Europy do lat 18 w 1993 (Grupa C), mistrzostw świata juniorów do lat 20 w 1995, 1996. W kadrze seniorskiej uczestniczył w turniejach mistrzostw świata 1995, 1996 (Grupa C), 2000, 2001, 2002, 2003, 2004, 2006, 2007 (Grupa A / Elita), 2008, 2009, 2012 (Dywizja I) oraz zimowych igrzysk olimpijskich 2002.

## Kariera trenerska
- MHK Spartak Moskwa (2014-2015)
- HK MWD Bałaszycha (2015-2017)
- Mietałłurg Nowokuźnieck (2017-2018)
- Mietałłurg Żłobin (2019-)

Od 2014 do 2015 był trenerem bramkarzy w zespole juniorskim MHK Spartak Moskwa w rozgrywkach juniorskich MHL, działającym w ramach klubu MHK Spartak Moskwa. W 2015 został szkoleniowcem bramkarzy w HK MWD Bałaszycha, także w lidze MHL. Od września 2017 do połowy 2018 był trenerem bramkarzy Mietałłurga Nowokuźnieck. Latem 2019 został trenerem w białoruskim Mietałłurgu Żłobin.

## Sukcesy

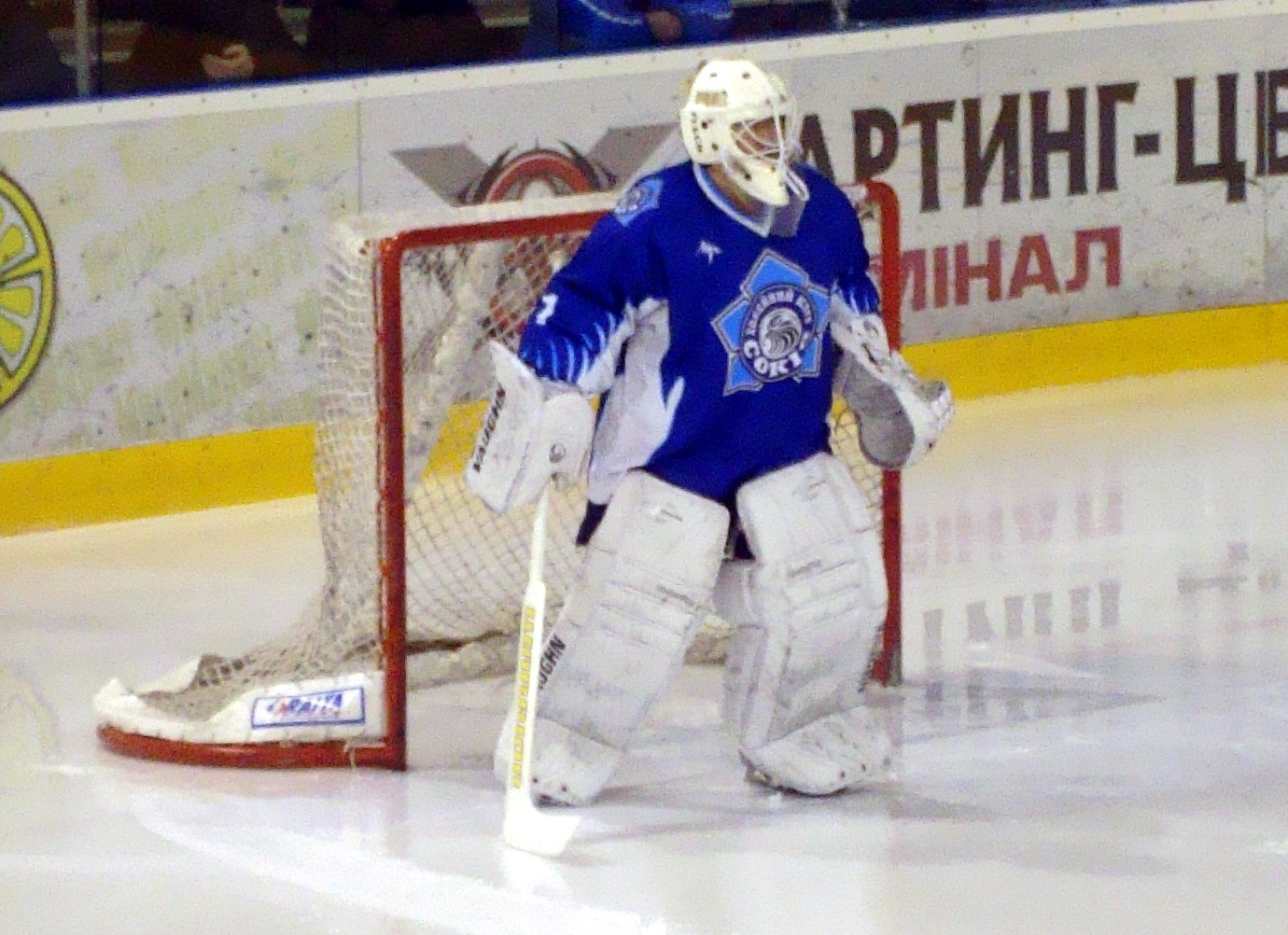
Ihor Karpenko w barwach Sokiłu Kijów (2010)

Klubowe
- Srebrny medal mistrzostw Ukrainy: 1994, 2011, 2012 z Sokiłem Kijów
- Złoty medal mistrzostw Ukrainy: 1995, 2006, 2008, 2009, 2010 z Sokiłem Kijów
- Brązowy medal mistrzostw Rosji: 2000, 2002 z Mietałłurgiem Magnitogorsk
- Mistrzostwo Europejskiej Hokejowej Ligi: 2000 z Mietałłurgiem Magnitogorsk
- Złoty medal mistrzostw Rosji: 2001 z Mietałłurgiem Magnitogorsk
- Srebrny medal mistrzostw Rosji: 2004 z Mietałłurgiem Magnitogorsk
- Złoty medal Wysszaja Liga: 2005 z HK MWD Bałaszycha
- Złoty medal mistrzostw Białorusi: 2007 z Dynama Mińsk
- Puchar Ukrainy: 2007 z Sokiłem Kijów

Indywidualne
- Mistrzostwa świata juniorów do lat 20 Grupy A w 1995:
  - Skład gwiazd turnieju
- Puchar Spenglera 1999:
  - Skład gwiazd turnieju
- Mistrzostwa Świata w Hokeju na Lodzie 2008/I Dywizja#Grupa B:
  - Pierwsze miejsce w klasyfikacji średniej goli straconych na mecz: 1,72
  - Drugie miejsce w klasyfikacji skuteczności interwencji: 93,40%